# Мішель Одіар
Мішель Одіар (фр. Michel Audiard; 15 травня 1920, Париж — 27 липня 1985, Дурдан) — французький сценарист, кінорежисер і письменник. Лауреат кінопремії «Сезар» за найкращий сценарій (1982).

## Біографія
П'єр Мішель Одіар народився 15 травня 1920 року в Парижі (Франція). До приходу в кіно перепробував різні професії — був велогонщиком, газетярем, зварювальником, працював в аптеці. Зайнявшись після війни журналістикою, він багато друкувався, деякий час був редактором газети «Етуаль дю суар» («Вечірня зірка»), потім почав писати діалоги для кіно і дуже швидко став одним з ведучих «діалогістів» — в ті роки це була престижна, важлива кінематографічна професія. Одіара — автора діалогів оціни провідні режисери і актори Франції, його дотепні репліки стали крилатими.
У 1968 році Мішель Одіар дебютував як режисер фільмом «Не потрібно приймати божих дітей за диких качок». Він поставив за власними сценаріями декілька комедій, серед яких «Чорна вдова» (1969), документальна сатирична історія Франції «Хай живе Франція»! (1973), «Як досягти успіху в житті, коли ти дурень і плакса» (1974).
У 1980-і роки Одіар найчастіше працював в жанрі психологічної драми або детектива. Серед його відомих робіт цих років діалоги до фільму «Професіонал» (1981) з Жаном-Полем Бельмондо в головній ролі, сценарії до фільмів «Під попереднім слідством» (1981), за який Одіара удостоєно премії «Сезар» у 1982 році, «Поза законом» (1983) та ін.
Останньою роботою Мішеля Одіара стала участь у написанні сценарію до кінокомедії режисера Жоржа Лотнера «Клітка для диваків 3: Весілля» (1985).
Мішель Одіар батько сценариста і кінорежисера Жака Одіара (нар. 1952).

## Визнання
Мішеля Одіара чотири рази був номіновано на премію «Сезар», і лише один раз, у 1982 році отримав її за сценарій до фільму «Під попереднім слідством».
Іменем Мішеля Одіара у 1994 році названо площу в XIV окрузі Парижа, де він народився.
У 1992 році співак Мішель Сарду випустив пісню «Le Cinéma D'Audiard», присвячену видатному сценаристові.

## Фільмографія

### Сценарист і автор діалогів
- 1949 — Мисія в Танжері / Mission à Tanger
- 1950 — Поставтесь з недовірою до блондинок / Méfiez-vous des blondes
- 1951 — Історія кохання / Une histoire d'amour
- 1951 — Гару-гару, що проходить крізь стіни / Le Passe-muraille
- 1951 — Дорога́ Кароліна / Caroline chérie
- 1951 — Моя дружина прекрасна / Ma femme est formidable
- 1952 — Чудові створення / Adorables Créatures
- 1952 — Вона і я / Elle et moi
- 1952 — Довгі зуби / Les Dents longues
- 1953 — Три мушкетери / Les Trois Mousquetaires
- 1953 — Ворог суспільства № 1 / L'ennemi public numéro un
- 1954 — Набережна блондинок / Quai des blondes
- 1954 — Долф / Destinées
- 1954 — Квітнева рибка / Poisson d'avril
- 1955 — Чорна серія / Série noire
- 1955 — Бензоколонка / Gas-oil
- 1956 — До останнього / Jusqu'au dernier
- 1956 — Кров у голову / Le Sang à la tête
- 1956 — Короткий розум / Courte Tête
- 1957 — Включено червоний колір / Le rouge est mis
- 1957 — Три дні життя / Trois Jours à vivre
- 1957 — Поворот дверної ручки / Retour de manivelle
- 1957 — Мегре розставляє тенета / Maigret tend un piege
- 1958 — Знедолені / Les Misérables
- 1958 — Сильні світу цього / Les Grandes Familles
- 1959 — Звір випущений / Le fauve est lâché
- 1959 — Архімед-бродяга / Archimède le clochard
- 1959 — Чому ви так пізно повертаєтеся додому? / Pourquoi viens-tu si tard ?
- 1959 — Мегре і справа Сен-Фіакр / Maigret et l'affaire Saint-Fiacre
- 1959 — Вулиця Монмартр, 125 / 125, rue Montmartre
- 1959 — Вулиця Прері / Rue des prairies
- 1959 — Бабетта йде на війну / Babette s'en va-t-en guerre
- 1959 — Очі кохання / Les Yeux de l'amour
- 1959 — Звір у засідці / La Bête à l'affût
- 1960 — Барон де Л'Еклюз / Le Baron de l'écluse
- 1960 — Француженка і любов / La Française et l'Amour
- 1960 — Стара гвардія / Les Vieux de la vieille
- 1960 — Такси в Тобрук / Un taxi pour Tobrouk
- 1961 — Президент / Le Président
- 1961 — Леви на волі / Les lions sont lâchés
- 1961 — Знамениті любовні історії / Les Amours célèbres
- 1961 — Король фальшивомонетників / Le Cave se rebiffe
- 1962 — Човен Еміля / Le Bateau d'Émile
- 1962 — Мавпа взимку / Un singe en hiver
- 1962 — Диявол і десять заповідей / Le Diable Et Les Dix Commandements
- 1962 — Джентльмен із Епсома / Le Gentleman d'Epsom
- 1962 — Подорож до Біарріца / Le Voyage à Biarritz
- 1963 — Мелодія з підвалу / Mélodie en sous-sol
- 1963 — Ланцюгова реакція / Carambolages
- 1963 — Дядечки-Гангстери / Les Tontons flingueurs
- 1963 — Гра в ящик / Des pissenlits par la racine
- 1964 — Сто тисяч доларів на сонці / Cent mille dollars au soleil
- 1964 — Барбузи — секретні агенти / Les Barbouzes
- 1964 — Миша серед чоловіків / Un drôle de caïd
- 1964 — Чудовим літнім ранком / Par un beau matin d'été
- 1964 — Полювання на чоловіка / La Chasse à l'homme
- 1965 — Перетворення стоног / La Métamorphose des cloportes
- 1965 — Коли пролітають фазани / Quand passent les faisans
- 1965 — Гульвіси / Les Bons vivants
- 1965 — Зіграти в ящик / L'Arme à gauche
- 1966 — Не сваритимемося / Ne nous fâchons pas
- 1966 — Ніжний пройдисвіт / Tendre voyou
- 1966 — Поганий час для мух / Sale temps pour les mouches
- 1967 — Ідіот в Парижі / Un idiot à Paris
- 1967 — Велика сарана / La grande sauterelle
- 1968 — Квітка щавлю / Fleur d'oseille
- 1968 — Маленька доброчинність / La Petite Vertu
- 1968 — Паша / La Pasha
- 1969 — Під знаком бика / Sous le signe du taureau
- 1974 — О'кей патрон / OK patron
- 1975 — Невиправний / L'Incorrigible
- 1976 — Суперкрутій / Le Grand Escogriffe
- 1976 — Труп мого ворога / le Corps de mon ennemi
- 1978 — Ніжний поліцейський / Tendre Poulet
- 1977 — Смерть негідника / Mort d'un pourri
- 1977 — Чудовисько / l'Animal
- 1979 — Кавалер / Le Cavaleur
- 1979 — Хто є хто / Flic ou voyou
- 1980 — Гра в четири руки / le Guignolo
- 1980 — Вкрали стегно Юпітера / On a volé la cuisse de Jupiter
- 1980 — Орел або решка / Pile ou face
- 1980 — Каверза / L'Entourloupe
- 1981 — Професіонал / le Professionnel
- 1981 — Під попереднім слідством / Garde à vue
- 1981 — Чи розумно це? / Est-ce bien raisonnable ?
- 1982 — Шпигун, встань / Espion, lève-toi
- 1982 — Смертельна облава / Mortelle randonnee
- 1983 — Людина за гранню (Поза законом) / le Marginal
- 1983 — Облава / Canicule
- 1984 — Авантюристи / les Morfalous
- 1985 — Помирають тільки двічі / On ne meurt que deux fois
- 1985 — Клітка для диваків 3: Весілля / La Cage aux folles 3

### Режисер
- 1968: Не потрібно приймати божих дітей за диких качок / Faut pas prendre les enfants du bon Dieu pour des canards sauvages
- 1969: Золота вдова / Une veuve en or
- 1970: Вечірній крик баклана над джонками / Le Cri du cormoran, le soir au-dessus des jonques
- 1971: Чорний прапор над котлом / Le drapeau noir flotte sur la marmite
- 1972: Вона більше не говорить… вона стріляє / Elle cause plus, elle flingue
- 1973: Хай живе Франція! / Vive la France (документальний)
- 1974: Цілую, до понеділка / Bons baisers… à lundi
- 1974: Як досягти успіху в справах, коли ти дурень і плакса / Comment réussir… quand on est con et pleurnic